# Lerista stictopleura
Lerista stictopleura este o specie de șopârle din genul Lerista, familia Scincidae, descrisă de Storr 1985. Conform Catalogue of Life specia Lerista stictopleura nu are subspecii cunoscute.